# Iphiclides podalirius

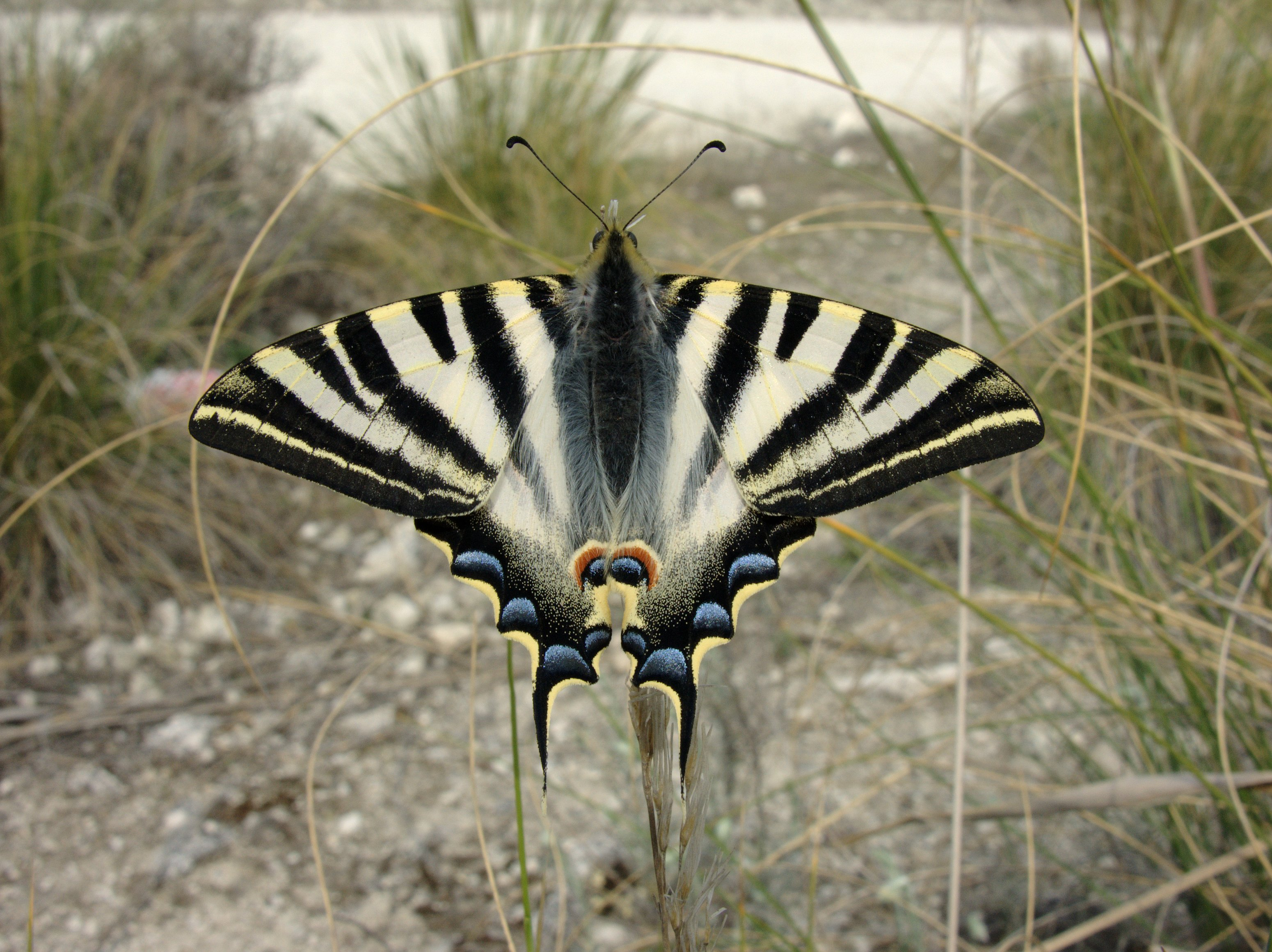
Ejemplar de la península ibérica, con el color de fondo blanco: I. p. feisthamelii o Iphiclides feisthamelii.

La podalirio (Iphiclides podalirius) es una especie de lepidóptero ditrisio de la familia Papilionidae ampliamente distribuida por la región Paleártica. Por su tamaño y vistosidad es una de las mariposas más llamativas y conocidas de la fauna europea. Linnaeus, 1758.

## Descripción
Se trata de una de las mariposas más grandes de Europa, pudiendo alcanzar las hembras una envergadura de entre 55 y 75 mm.[cita requerida] Los machos son ligeramente más pequeños. Las alas tienen un fondo amarillo o blanco-amarillento sobre el que destacan llamativas y decrecientes bandas negras longitudinales. Las alas posteriores poseen, además, un gran ocelo azul parcialmente cercado de negro y de rojo y una cola muy llamativa. En su área de distribución, el único papiliónido con el que se podría confundir es el macaón (Papilio machaon), del que difiere claramente por el diseño de las manchas alares, el color predominantemente claro de la parte trasera de las alas anteriores y la cola del ala posterior, mucho más desarrollada.
En sus últimos estadios de desarrollo, la oruga es de color verde, con una banda amarillenta en el dorso, de la que salen hacia los costados una serie de bandas oblicuas que portan llamativos puntos rojos. Es una oruga rechoncha (no pasa de 4 cm de longitud), con la cabeza muy retraída, que difiere muchísimo en su forma de las orugas de otros papiliónidos. Como todas ellas, sin embargo, posee un osmeterio, órgano defensivo que emite sustancias repelentes y que despliega cuando se siente amenazada.

## Área de distribución
Mariposa ampliamente distribuida por las zonas templadas de Eurasia, observándose desde Europa Occidental hasta la península arábiga, la India y China. En Europa, su área de repartición alcanza, hacia el norte, los 54 grados de latitud. Su presencia en Gran Bretaña y en Escandinavia tan solo es ocasional y consecuencia de la llegada de migrantes. Se ha convertido en una especie muy escasa en gran parte de los países de Europa central, probablemente debido a los importantes cambios sufridos en las prácticas agrícolas y la organización del paisaje (donde han desaparecido gran parte de los setos de endrinos y de majuelos). Está protegida por la ley en algunos países europeos.

## Ciclo vital
Como ocurre con muchas especies de mariposas, el número de generaciones que se observa depende de la latitud y de la altitud. En Europa central y en altitud, tan solo se observa una única generación que vuela de mayo a julio. Más al sur, puede haber entre dos y cuatro generaciones, siendo su periodo de vuelo mucho más amplio, de marzo a octubre en la región mediterránea.

## Plantas nutricias

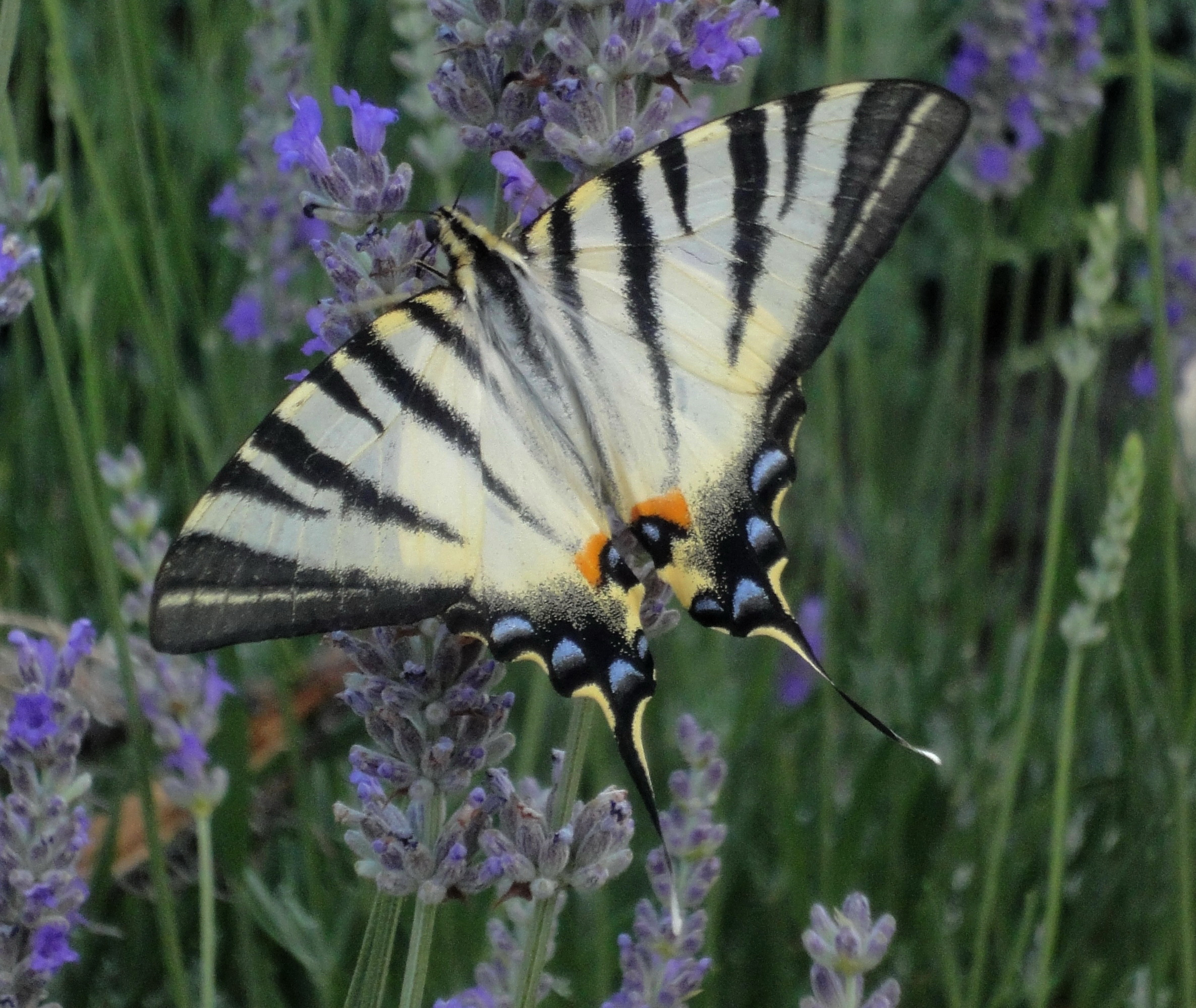
En flor de lavanda.

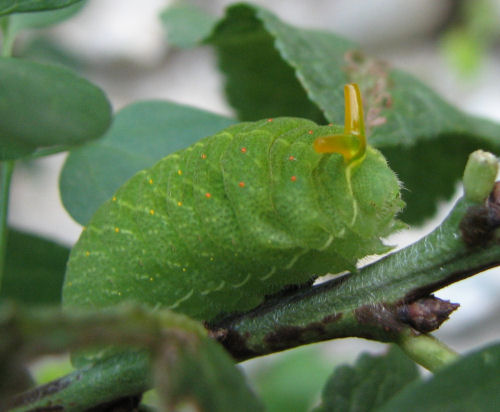
Larva.

Las orugas se alimentan de diferentes especies de rosáceas arborescentes, entre las que destacan las de los géneros Prunus (incluidas las especies cultivadas), Pyrus, Crataegus, etc.

## Variaciones
En el norte de África y la península ibérica, esta mariposa difiere de la forma nominal por tener un color netamente más claro. Algunos autores lo consideran como un criterio suficiente para elevar esa forma al rango de especie (Iphiclides feisthamelii). No existen, sin embargo, claros indicios de que así sea y, hasta que la genética no lo demuestre claramente, es preferible mantener una posición prudente al respecto, ya que no se observa una clara transición entre ambas formas.